# Knettenbrech + Gurdulic
Die Knettenbrech + Gurdulic Service GmbH & Co. KG (Eigenschreibweise: KNETTENBRECH + GURDULIC, kurz: Knettenbrech Gurdulic) aus Wiesbaden ist ein mittelständisches Unternehmen der Abfallwirtschaft an über 30 Standorten im Bundesgebiet mit Schwerpunkt in Hessen.

## Geschichte
Die Ursprünge des Unternehmens gehen zurück auf ein 1951 von Ferdinand Knettenbrech in Wiesbaden-Biebrich gegründetes Fuhrunternehmen, zu dem ab 1963 die Müllentsorgung hinzu kam. Knettenbrech Gurdulic wurde 2001 von dessen Enkel Steffen Gurdulic gegründet und wird von ihm aktuell (Mai 2023) geführt. Das Unternehmen ist im Besitz der Familie Gurdulic. Allerdings ist es in die Bilanz des Münchener Unternehmens Tribeca vollkonsolidiert.

## Geschäftsfelder
Mit über 2000 Beschäftigten und einem Jahresumsatz von 300 Millionen Euro (2021) zählt Knettenbrech + Gurdulic zu den größeren Unternehmen der Branche in Deutschland. Das Tätigkeitsfeld umfasst laut Eigeninformation die Bereiche Entsorgung, Recycling und Versorgung von Sammlung, Transport und Trennung bis zur Verwertung, Vermarktung und Deponierung, im Facility-Management Akten- und Datenträgervernichtung, sowie Beratung in abfallrechtlichen und logistischen Fragen. Darüber hinaus ist die Firma seit 2010 Gesellschafterin der ESWE BioEnergie GmbH und damit beteiligt am Bau des Müllheizkraftwerks Wiesbaden, das 2024 fertiggestellt werden soll.